# São Gonçalo do Amarante
São Gonçalo do Amarante – miasto i gmina w Brazylii, w stanie Rio Grande do Norte. Znajduje się w mezoregionie Leste Potiguar i mikroregionie Macaíba.